# Coniolariella limonispora
Coniolariella limonispora är en svampart som beskrevs av Checa, Arenal & J.D. Rogers 2008. Coniolariella limonispora ingår i släktet Coniolariella och familjen kolkärnsvampar.

## Underarter
Arten delas in i följande underarter:
- gamsii
- limonispora